# Marwan al-Shehhi
Marwan al-Shehhi (Ras al-Jaima, Emiratos Árabes Unidos, 9 de mayo de 1978 - Bajo Manhattan, Nueva York, Estados Unidos, 11 de septiembre de 2001) fue el terrorista que estrelló el vuelo 175 de United Airlines contra la Torre Sur del World Trade Center a las 9:02:59 horas ET como parte de los atentados del 11 de septiembre de 2001. al-Shehhi era un estudiante de los Emiratos Árabes Unidos.

## Biografía
En 1996, viajó a Hamburgo, Alemania para seguir sus estudios en la Universidad Bonn. Su madre estuvo en total desacuerdo con su ida a Alemania. Allí conoció a Mohammed Atta, Ziad Jarrah, y Ramzi Binalshibh, y formaron La Célula de Hamburgo junto con otros cinco sujetos más, pero estos cuatro fueron los miembros más importantes de esta organización y, allí planearon los atentados del 11 de septiembre de 2001.
A finales de 1999, al-Shehhi, Mohammed Atta, Ziad Jarrah, y Ramzi Binalshibh viajaron a los campamentos de entrenamiento de terroristas en Afganistán y se reunieron con Osama bin Laden, quien reclutó a los cuatro miembros de la célula de Hamburgo de los atentados en Estados Unidos. al-Shehhi llegó a Estados Unidos en mayo de 2000, un mes antes de Atta. Ambos entrenado en Florida en Huffman Aviation, recibieron sus licencias de piloto comercial en diciembre de 2000 de la FAA.
al-Shehhi, pasó a hacer los preparativos para el ataque en sí, como la satisfacción con los planificadores cruciales del 11 de septiembre en el extranjero, asistiendo con la llegada de los secuestradores a bordo de los otros vuelos, y viajar en vuelos de vigilancia de definir los detalles sobre cómo el secuestro se llevaría a cabo.
El 9 de septiembre de 2001, al-Shehhi voló desde Florida a Boston, donde se alojó en el Hotel Milner hasta el 11 de septiembre. 

## 11 de septiembre
De acuerdo con el Informe de la Comisión 9/11, al-Shehhi hizo una llamada de 3 minutos con Mohamed Atta (6:52-06:55 a. m.) el martes 11 de septiembre de 2001, desde el Aeropuerto Internacional de Logan ya que ambos iban a pilotear los vuelos 175 y 11, respectivamente desde Boston a Nueva York. al-Shehhi abordó a las 7:27 a. m.. A las 8:46 a. m., el avión fue secuestrado. Antes de que se estrellara contra la Torre Sur, este evitó una colisión con el vuelo 2315 de Delta Airlines y contra el vuelo 7 de Midwest Express.
El avión fue estrellado deliberadamente contra la Torre Sur del World Trade Center a las 9:02:59 a. m. Se estrelló con una velocidad aproximada de 975 km/h. Transportaba alrededor de 47.850 litros de combustible, el mismo que se incendió inmediatamente en el impacto. El choque del avión fue visto por todo el mundo por distintas cámaras ubicadas alrededor de la Torre Sur, ya que enfocaban al incendio que se produjo en la Torre Norte.
al-Shehhi voló el avión más rápido que Atta y lo estrelló entre los pisos 77 y 85, produciendo la muerte instantánea de la gente que se encontraba en el avión y en las zonas del impacto. Con 23 años de edad, era el piloto más joven de los ataques.
- Datos: Q700838
- Multimedia: Marwan al-Shehhi / Q700838